# خالکوب آشویتس
خالکوب آشویتس (به انگلیسی: The Tattooist of Auschwitz) رمانی دربارهٔ هولوکاست در سال ۲۰۱۸ به قلم هدر موریس، داستان‌نویس نیوزیلندی نوشته شده‌است.

## معرفی
کتاب، داستان لالی سوکولوف یهودی اهل اسلواکی در اردوگاه آشویتس به سال ۱۹۴۲ در دوران جنگ جهانی دوم است که عاشق گیتا دختر تازه‌وارد اردوگاه می‌شود. داستان بر اساس زندگی واقعی لالی سوکولوف و همسرش گیتا فورمن است و نقدهای متعددی به آن وارد شده‌است. لالی سوکولوف، یکی از هزاران زندانی اردوگاه آشویتس است که وظیفه خالکوبی شماره بر ساعد تازه‌واردها به او سپرده می‌شود. او یک‌باره نگاه‌اش به گیتا یکی از صدها زندانی ایستاده در صف خالکوبی می‌افتد و در یک نگاه عاشق‌اش می‌شود…
برخی از مخاطب‌ها از این‌که نویسنده داستانی جذاب و تأثیرگذار بر اساس واقعیت‌های تاریخی به دست داده آن را تمجید کردند اما مرکز تحقیقات یادبود آشویتس آن را به خاطر عدم صحت اطلاعات نقد کرده‌است و این مرکز معتقد است روایت‌های تاریخی اشتباه در رمان ارائه شده‌است. این رمان در شمار آثار پرفروش ادبیات جهان بوده‌است و بر اساس گزارش رسانه‌ها تا اکتبر سال ۲۰۱۹ بیش از سه میلیون نسخه از آن در سراسر جهان فروخته‌است.

## بررسی اثر
رمان خالکوب آشویتس در ژانر داستان هولوکاست جای می‌گیرد. نویسنده با استفاده از جمله‌های ساده و کوتاه با زاویه دید شخص سوم سعی می‌کند وقایع تاریخی را در قاب داستانی روایت کند. این رمان از عناصر ژانر رمانتیک هم بهره می‌برد. خالکوب آشویتس همچنین در ژانر بیوگرافی نیز جای می‌گیرد. این رمان براساس وقایع زندگی واقعی لالی سوکولوف نوشته شده و نمایانگر شرایطی است که او و دیگر شخصیت‌های داستان از سر گذراندند.
لالی، با نام اصلی لودویگ آیزنبرگ، در ۲۸ اکتبر ۱۹۱۶ در اسلواکی به دنیا آمد. او در ۲۳ آوریل ۱۹۴۳ به آشویتس منتقل و شماره ۳۲۴۰۷ روی ساعدش خالکوبی شد. گیتا، با نام اصلی گیزلا (فورمان)، در ۱۱ مارس ۱۹۲۵ در ورانو ناد تپلیو اسلواکی به دنیا آمد. او در ۱۳ آوریل ۱۹۴۲ به آشویتس منتقل و شماره ۳۴۹۰۲ روی ساعدش خالکوبی شد و در ژوئیه همان سال، پس از انتقال از آشویتس به بیرکناو مجدداً لالی او را خالکوبی کرد. پدر و مادر لالی، یوزف و یرنا آیزنبرگ در ۲۶ مارس ۱۹۴۲ (زمانی بود) به آشویتس منتقل شدند. پس از تحقیقات معلوم شد که آنها هرگز این را نفهمیدند. این قضیه پس از مرگ لالی وود لالی از ۱۶ ژوئن تا ۱۰ ژوئیه ۱۹۴۴ در واحد مجازات زندانی و تحت شکنجه یاکوب قرار گرفت. هیچ‌کس پس از ورود به این واحد زنده نمی‌ماند یا نجات نمی‌یافت. گیتا در ۳ اکتبر ۲۰۰۳ و لالی در ۳۱ اکتبر ۲۰۰۶ فوت کردند.
رمان خالکوب آشویتس تا سال ۲۰۱۹، به ۴۷ زبان ترجمه شده‌است.این اثر برای نخستین‌بار از سوی نشر چترنگ با ترجمه فرشته شایان به فارسی ارائه شده‌است. همچنین ترجمه‌هایی دیگر از این اثر به قلم مینا امیری و سودابه قیصری ارائه شده‌است. ضمناً یکی از این ترجمه‌ها به زبان اسلواکی، زبان مادری لالی است.

## پیشینه
خالکوب آشویتس نخستین رمان هدر موریس نویسنده نیوزلندی است. او پیش از خالق این رمان فیلم‌نامه اثر را تهیه کرده بود. فرایند شکل‌گیری روایت هم مبتنی بر گفتگوهای متعدد نویسنده با لالی سوکولوف - راوی و قهرمان - داستان است و پس یادداشت برداری‌های متعدد از خاطره‌های راوی سرانجام به نگارش رمان خالکوب آشویتس اقدام کرد. داستان مستند به روایت‌های تاریخی است اما کارشناسان مرکز یادبود آشویتس به پاره‌ای از ادعاها و داده‌های ارائه شده در روایت نقد وارد می‌دانند. همچنین در نقدی منتشر شده در مجله مطالعات یهودی استرالیا عنوان شده‌است اعتماد تمام عیار نویسنده گفتگوهایش با لالی سوکولوف به ساده‌سازی روایت آشویتس و فجایع آن دامن زده‌است و این منجر به محدوده شدن درک واقعیت آشویتس می‌شود.